# Fordismo

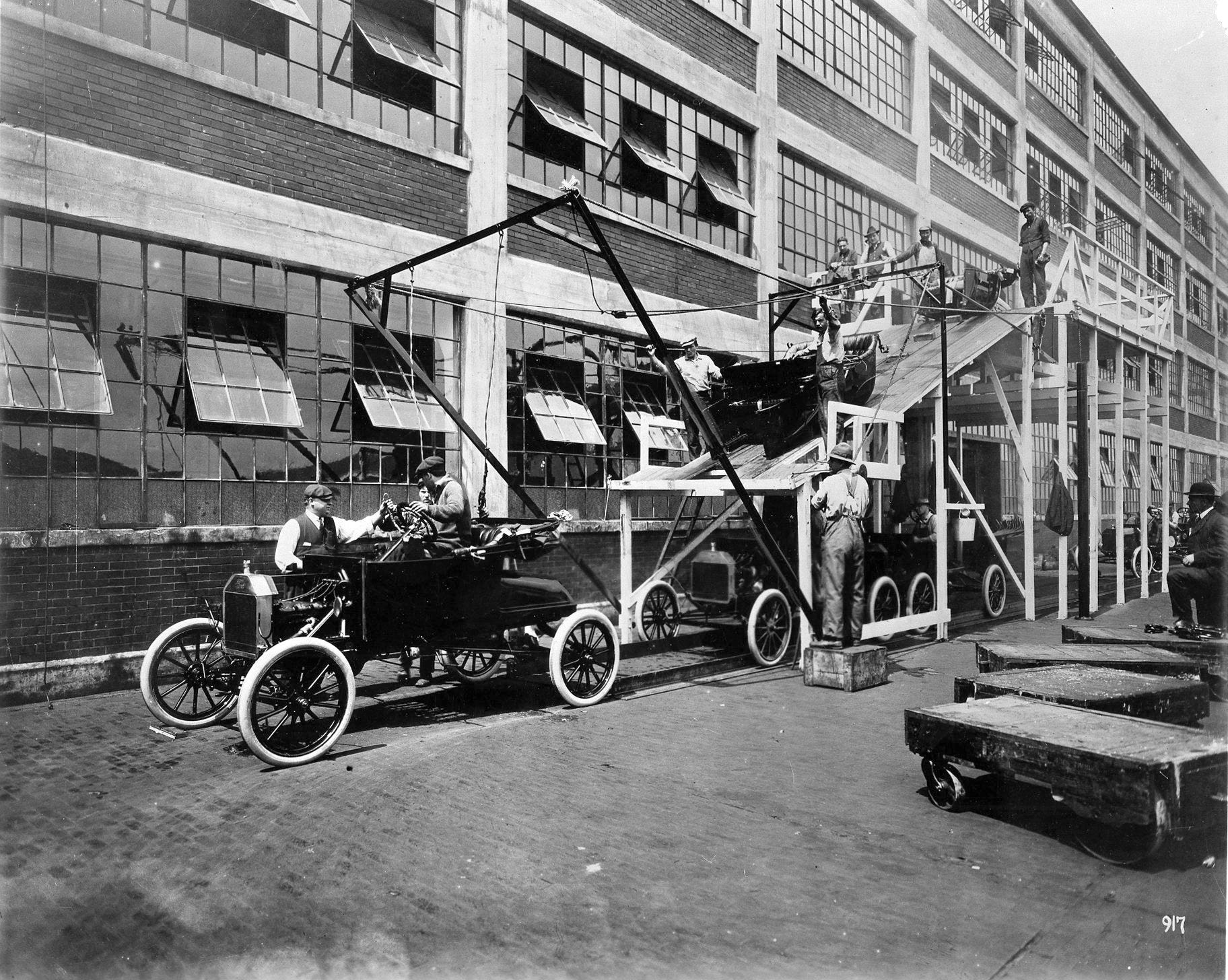
Línea de trabajo de montaje de Ford (1913).

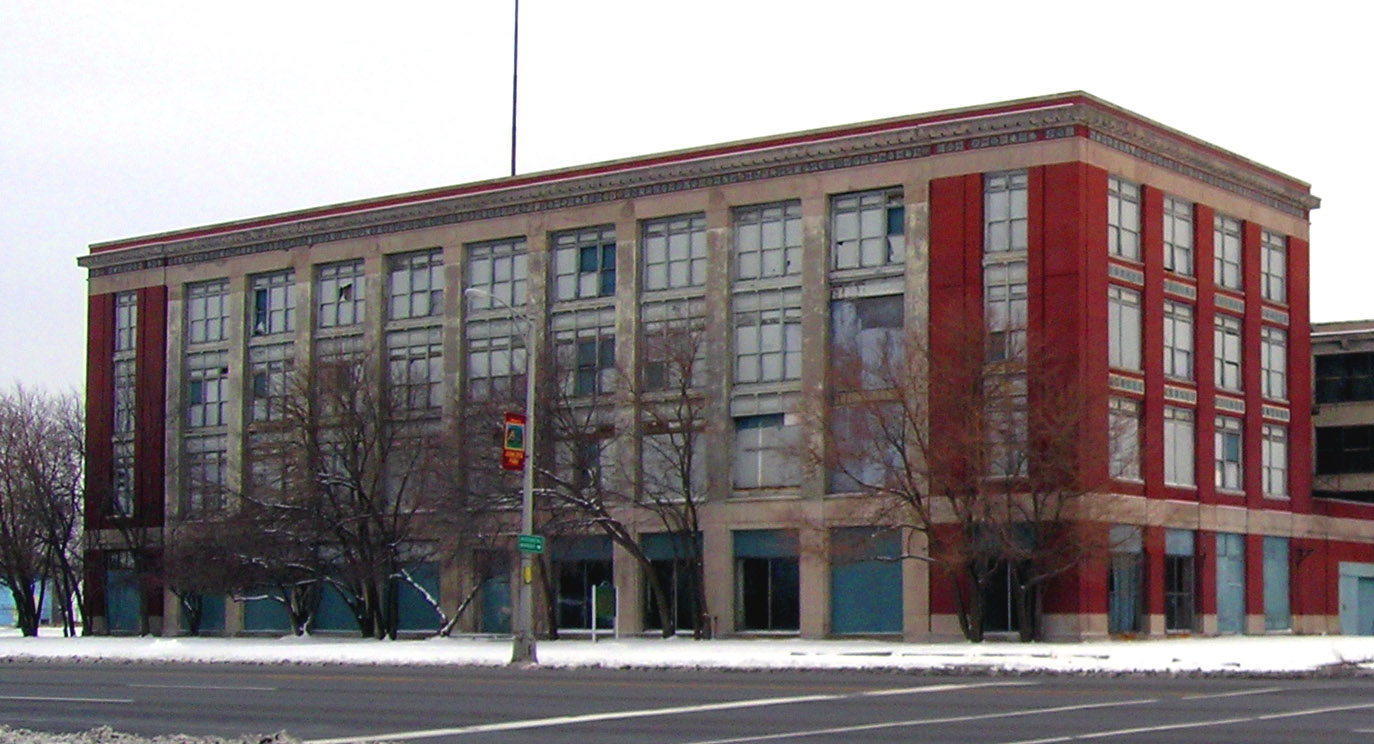
Planta industrial de Highland Park

El fordismo, también conocido como Caso Ford o Revolución Ford, es un sistema en la producción industrial en serie, establecido antes de la Primera Guerra Mundial. El concepto recibe el nombre de Henry Ford, quien popularizó la línea de ensamble inventada por Ransom Eli Olds, y fue acuñado por el teórico marxista Antonio Gramsci en una serie de escritos realizados entre 1928 y 1934 que integran sus Cuadernos de la cárcel y que fueron reunidos posteriormente bajo el título de «Americanismo y fordismo».
Es uno de los acontecimientos más importantes en cuanto al desarrollo técnico de la industria, el automovilismo y las tecnologías de fabricación. En los tres ámbitos, este hito marcó un antes y un después. Ford, el fundador y propietario de Ford Motor Company, tuvo que trasladar su centro de producción de su primera fábrica para poder acoger dicho acontecimiento histórico. Se necesitaron dos años para diseñar y construir la fábrica de Highland Park, en Detroit, que finalmente se inauguraría en 1910. En 1978, esta planta industrial, entonces ya inactiva, pasó a formar parte del registro de National Historic Landmarks de los Estados Unidos de América.

## Origen y desarrollo
En los Estados Unidos de principios de siglo XX, en pleno apogeo post-nacimiento del automovilismo a nivel mundial, un gran número de constructores donde fabricaban automóviles en las primeras potencias de Europa y Norte-América. Por aquellas fechas Henry Ford, hijo de unos agricultores de Míchigan, fundó la Detroit Automobile Company en 1899 y, en 1903, la Ford Motor Company. 
En aquella época los automóviles (de la misma manera que cualquier otra manufactura industrial) se producían unidad a unidad, enteras, por un número concreto de operarios. Este grupo trabajaba en torno a una unidad, la montaba, y repetía el proceso. Ya entonces algunas empresas empezaron a llevar a cabo otro proceso que consistía en disponer todas las piezas ordenadas en el suelo siguiendo una línea que la unidad a montar, encima de un carro, iba siguiendo a medida que el grupo de operarios iba montando las piezas. Henry Ford también adoptó este sistema en el que el mismo grupo de operarios ordenaba las piezas y movía el carro con el chasis del coche. Con esto se conseguía agilizar ligeramente el proceso, pero no abarataba costes ni reducía el personal necesario para montar una unidad.
La situación presentaba, entonces, una alta competencia entre los numerosos productores automovilísticos y con recursos y posibilidades limitadas en cuanto a las técnicas de fabricación de la época. Los automóviles eran, en estas condiciones, un producto de lujo reservado para un sector reducido de la población debido, principalmente, a su elevado coste de adquisición.
Henry Ford incorporó novedades y un nuevo enfoque a la industria de la época, pero para hacerlo necesitó partir de unas bases que le sirvieran de guía y referencia. Quizás hasta entonces nadie había implantado la cadena de montaje a la fabricación, pero tenía que existir la investigación tecnológica suficiente como para hacerla posible. Del mismo modo que las técnicas de fabricación tuvieron que evolucionar primero hasta permitir la fabricación de piezas independientes para un modelo cualquiera, estos modelos tenían que permitir el montaje de piezas. Los productos tenían que estar compuestos por partes, no tenían que ser sólidos y compactos, y además estas partes tenían que ser montables y fabricables independientemente. Esta sustitución de los modelos compactos por los modelos compuestos por partes o piezas fue un capítulo muy importante dentro del ámbito de la industria que, a pesar de existir, nunca se extendió del todo hasta que Ford lo usó como base de su revolución. También a la inversa. Henry Ford nunca habría podido crear su revolución si no hubiera podido diseñar sus productos por partes.
No fue hasta el siglo XVIII cuando se desarrolló la tecnología de la fabricación por partes intercambiables. Esta técnica nació de la mano de Eli Whitney, un inventor estadounidense nacido el año 1765. Whitney se inspiró en Honoré LeBlanc, un inventor francés que fabricaba mosquetes para el ejército de la Francia de mediado siglo XVIII y que comenzó a usar la técnica en algunas partes de sus armas. Whitney investigó con nuevos mosquetes para el ejército de los Estados Unidos y, posteriormente, lo adaptó e incorporó en numerosas de las máquinas que creó como, por ejemplo, su creación más famosa; la desmotadora o desgranadora de algodón. Con esto, Eli Whitney ejerció el rol de precursor tecnológico principal de los avances e incorporaciones tecnológicas que Ford aportó a la industria.

## La Revolución de Ford
Con la situación de la época y los recursos más contemporáneos que tan solo permitían crear automóviles para la población más bienestante y el gran número de productores que competían por un mercado de tan reducidas dimensiones, las posibilidades de expansión y progreso de esta industria pasaban todas por el hecho de ampliar el mercado y convertir el automóvil en un producto más accesible a la sociedad. Se necesitaba, pues, una reducción importante de los costes para poder ofrecer precios de venta suficientemente competitivos.
El fordismo apareció en el siglo XX promoviendo la especialización, la transformación del esquema industrial y la reducción de costos. 
Las diferencias con el taylorismo, son más de orden cuantitativo que cualitativo, ya que ambos cuentan con estrategias basadas en la estandarización y el control de los tiempos de trabajo obrero. No obstante, el fordismo llevó estas estrategias a su máxima expresión, mediante una estrategia de expansión del mercado con su consecuente aumento de cantidades y máxima estandarización. Se logra por primera vez la producción en masa que requería un consumo en masa. De allí que obligatoriamente se extienda el mercado ya que el mayor volumen de unidades (debido a la tecnología de ensamblaje de la "cadena de montaje") y su costo es reducido (por aumento de la productividad del trabajo, la extensión de la jornada laboral neta y la reducción del "ciclo del capital" entre inicio de la producción y la venta final) hace que lo producido supere la capacidad de consumo de la élite, tradicional y única consumidora de tecnologías con anterioridad. 
Aparece un obrero especializado con un estatus mayor al proletariado de la industrialización y también surge la clase media del modelo estadounidense que se transformará en la cara visible del arquetipo del american way. Pero el sistema excluye el control de tiempo de producción por parte de la clase obrera, como solía ocurrir cuando el obrero además de poseer la fuerza de trabajo, poseía los conocimientos necesarios para realizar su trabajo de forma autónoma, de esta manera el capitalista quedaba fuera de los tiempos de producción. 
El fordismo (con ayuda anterior del taylorismo) llega para romper con ese monopolio del trabajo, por un trabajo alienante con características que llevan al obrero a perder ese "monopolio" y por ende perder el control de los tiempos de producción. Además antes de esta nueva clase trabajadora, algunos obreros estaban sindicalizados,  esta forma de agrupamiento llegó a Estados Unidos a través de la primera oleada de inmigrantes europeos, fuertemente ligados al trabajo de los artesanos y gremios de trabajadores. 
La idea de sumar la producción en cadena a la producción de mercancías no solo significó las transformaciones sociales y culturales que podemos resumir en la idea de cultura de masas o masas media. Como prototipo se puede hablar de la creación de automóviles en serie, de la expansión interclasista del consumo que deviene en nuevos estímulos y códigos culturales mediados por el capital. 
También hay que advertir que el modelo madura bajo el esquema económico del keynesianismo (que lleva al estado de bienestar) lo que promueve un protagonismo histórico de las clases subordinadas y el amarre del capital a consideraciones sociales y de clase. Influido todo esto por el ascenso de los socialismos reales y el miedo a su expansión global por parte del liberalismo capitalista.
En resumen, podemos contar como elementos centrales del modelo fordista:
- Aumento de la división del trabajo.
- Profundización del control de los tiempos productivos del obrero (vinculación tiempo/ejecución).
- Reducción de costos y aumento de la circulación de la mercancía (expansión interclasista de mercado) e interés en el aumento del poder adquisitivo de los asalariados (clases subalternas a la élite).
- Políticas de acuerdo entre obreros organizados (sindicato) y el capitalista.
- Producción en serie.

## Modelo

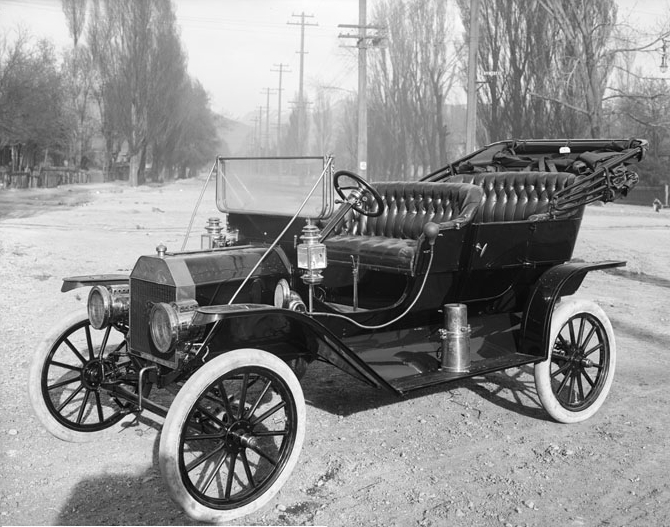
Ford Modelo T de 1910

El cambio en esas técnicas de fabricación se derivaba de dar el siguiente paso evolutivo en cuanto a la producción de automóviles. El primer paso fue el cambio del montaje de una unidad estática al montaje de cadenadas en el suelo. El siguiente, entonces, consistía en efectuar una serie de cambios en la estructura del montaje y, sobre todo, en la introducción del elemento que iba a convertirse en la clave de la revolución que se auguraba: la cinta transportadora.
Fue Henry Ford quién, por primera vez, introdujo la cinta transportadora en la industria. De este modo el chasis del automóvil ya no se tenía que transportar manualmente y este proceso se automatizaba. Ford también introdujo una plataforma móvil que se desplazaba por arriba y permitía colocar las diferentes piezas en el chasis. Los obreros, además, ya no tenían que ir siguiendo la misma unidad para irla montando al tener asignada una posición y una función específicas asignadas que se limitaban a repetir para cada unidad de la cadena. Con esto Ford consiguió acelerar la producción así como volverla automática y, sobre todo, continua.
Con el aumento de producción y la reducción del tiempo de montaje sumado a las primeras ventas Ford consiguió redondear su logro introduciendo un último retoque en su revolución. Los primeros beneficios le permitieron mejorar las condiciones laborales de sus trabajadores, ya que les asalarió a 5 dólares por 8 horas laboradas (cuando anteriormente el sueldo era menor y la jornada laboral era mayor), cosa que permitió a Ford introducir un tercer turno de trabajo en la fábrica y aumentar de este modo la producción en un 50%. El tiempo de montaje del Ford T (modelo con el que Ford implementó su revolución) se redujo en total de 12,5 horas a 93 minutos. Con todo, el precio de venta del Ford T bajó progresivamente desde los 850 dólares el año 1908 (cuando se empezó a producir) a 250 dólares el año 1927 (año en que cesó su fabricación), menos de una tercera parte de lo que costaba 19 años atrás. Algo equivalente en cifras actuales sería una reducción de 2800 a 830 euros. Durante esos 19 años en que el Ford T estuvo a la venta se vendieron un total de más de 15 millones de unidades en todo el mundo. Concretamente, fueron 15.007.033 unidades vendidas.
La creación y aplicación de la cadena de montaje (o cadena de producción) de Henry Ford no solo le aportaron beneficios a él y a su empresa. Precisamente, lo que hace grandes a todos estos cambios en la distribución de planta y en los métodos de fabricación, convertidos en revolución, es el gran legado que dejaron en varios ámbitos y que la mayoría de ellos todavía continúan vigentes.

## Efectos en la industria

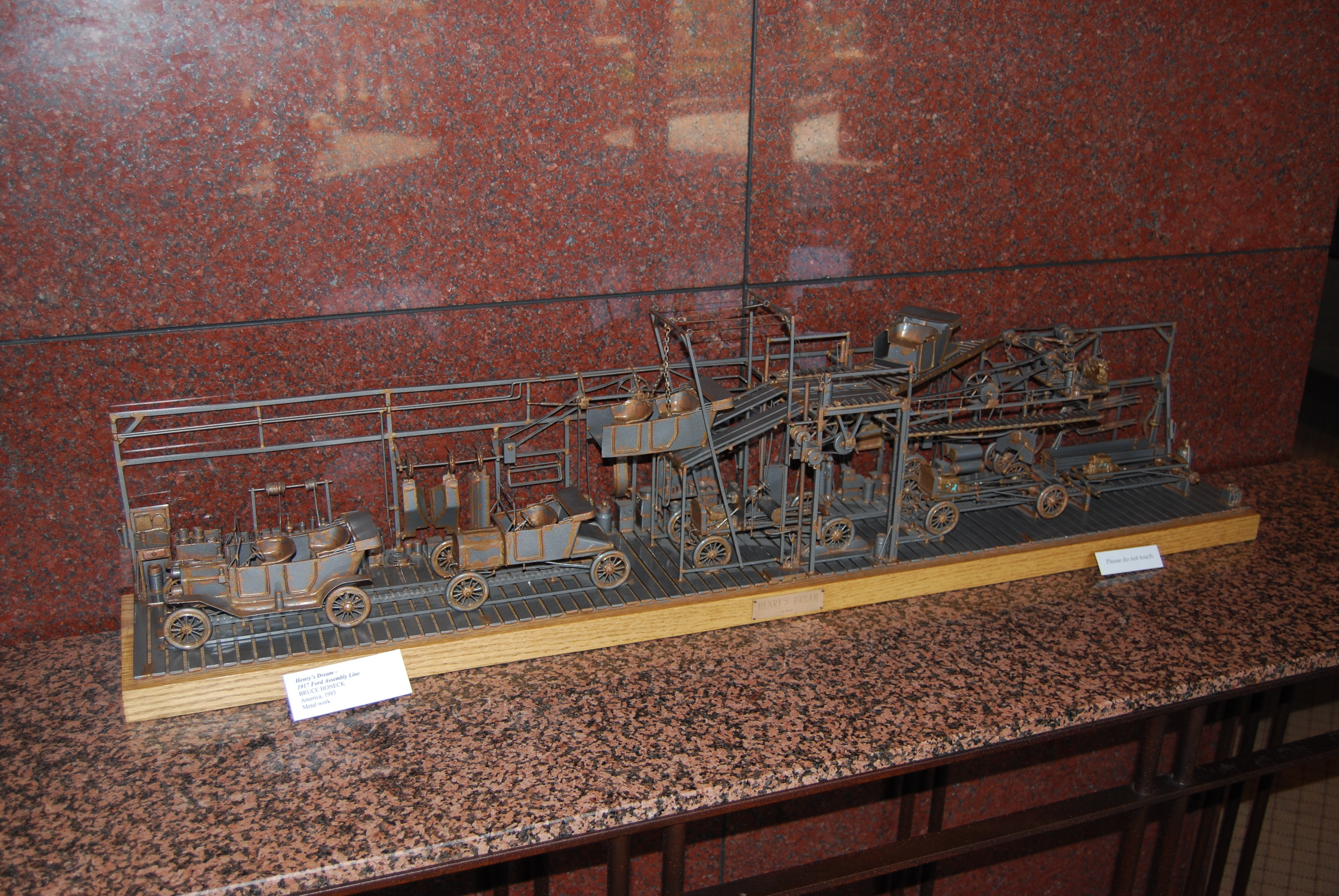
Diorama de la primera cadena de montaje de Ford para el modelo T

La producción en masa es uno de los componentes más importantes de lo que hoy en día se conoce por la Segunda Revolución Industrial. La aparición de la cinta transportadora y la cadena de montaje y su consecuente división del trabajo son los principales elementos que conforman este fenómeno. Con el aumento de productividad y la reducción de costes de fabricación, entonces la competencia entre fabricantes adquirió súbitamente una nueva dimensión dónde los términos anteriormente mencionados, así como los términos de oferta y demanda, habían cambiado significativamente y causaron un fuerte estrago en el mapa industrial de la época.
Lógicamente, estos cambios presentaban mayor efectividad y mejores rendimientos cuanto mayor fuera la producción, de manera que un mercado con un alto número de ofertantes no era el espacio idóneo. Era, pues, cuestión de tiempo que todo aquel conglomerado de pequeñas empresas desapareciera gradualmente, los peces grandes se comieran a los pequeños, dando lugar al mapa industrial actual, oligopolio, donde para un mismo sector conviven un número reducido de empresas grandes y dominantes con algunas de secundarias de dimensiones muy inferiores a las primeras y con mercados también notablemente diferenciados.
Otra consecuencia directa, del concepto de división del trabajo, es el concepto de especialización y sectores de una empresa. Actualmente es muy común en las grandes empresas la división de tareas por sectores o secciones especializadas en su materia y que, no solo no participan en otras tareas, sino que sus integrantes o trabajadores no están ni siquiera capacitados para desarrollar otras actividades. Este planteamiento contrasta totalmente con la industria pre-fordiana donde cada operario participaba en todo el proceso. Esta división del trabajo ha permitido la creación y el progreso en el ámbito de la investigación y desarrollo, presente en las secciones de I+D+I (Investigación, desarrollo e innovación).

## Efectos en el diseño
Las aportaciones de esta revolución en el ámbito del diseño son, también, notables. Las evidencias de que un cambio en las técnicas y métodos de fabricación también afectarían al diseño se hicieron efectivas pocos años después de que la revolución de Ford hiciera de Ford Motor Company una consolidada primera productora mundial de automóviles. Hasta ese momento el mercado estaba limitado y restringido por el precio de venta de los automóviles, que no era sino una consecuencia de las tecnologías de fabricación pre-fordianas. Pero con la aparición de las nuevas técnicas y las nuevas posibilidades el mercado había aumentado tanto de tamaño que había pasado a englobar diferentes estratos sociales de una sociedad tan clasista como la de principios del siglo XX. Este último dato creó en los fabricantes con voluntad de abastecer a todo el espectro posible de compradores una nueva necesidad asociada de crear dos líneas de producción del mismo producto; una de gama alta para la población más bien estante, y otra de menor calidad para la sociedad más humilde. 
Más adelante surgió otro problema para muchos fabricantes asociada a las ventajas productivas que la revolución había proporcionado. Los productos, con ello, podían mantener su calidad (en muchos casos aumentarla y todo) con la fabricación en serie y eso comportó que una vez la sociedad se había abastecido de ese producto, la vida útil de ese era demasiado larga y la recién estrenada capacidad productiva de las empresas quedaba desaprovechada debido a la falta de demanda del producto. Si un producto destinado a durar demasiado, una vez este ya ha llegado al mercado la producción puede parar hasta que no vuelva a necesitarse y esto suponía una catástrofe para las empresas. Apareció entonces la necesidad de renovarse y reinventar el producto, de manera que cada vez se ofrecieran nuevas cosas convirtiendo en el producto en una nueva atracción para el mercado y volver a tener ventas. Esto debía conllevar, para su buen desarrollo, una reducción del tiempo de vida de los productos, que acabó derivando en el actual concepto de "usar y tirar".

## Efectos en el automovilismo

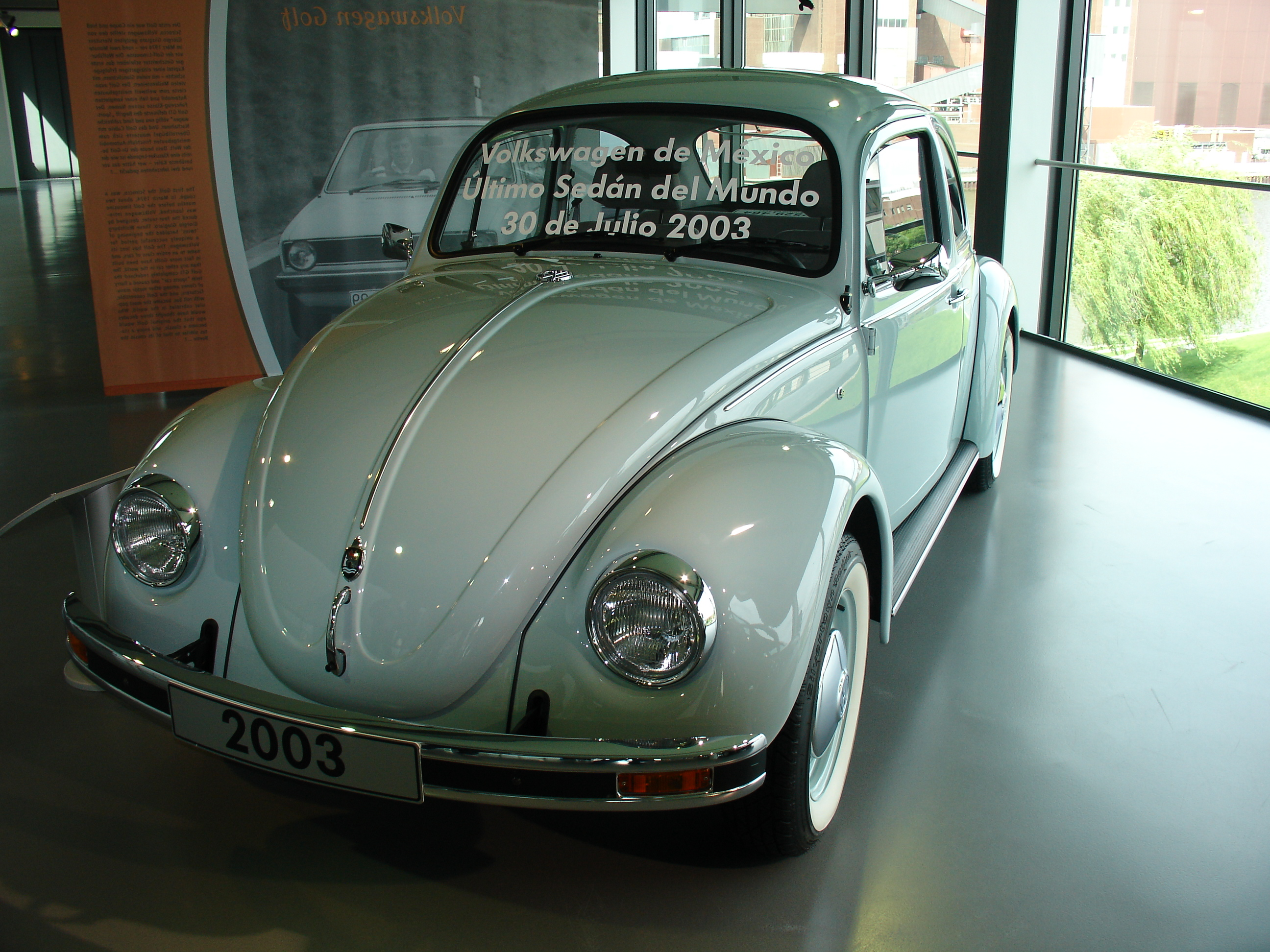
Último Volkswagen Beetle que se fabricó. Fabricado en México en 2003 y expuesto en el museo Volkswagen de Wolfsburgo

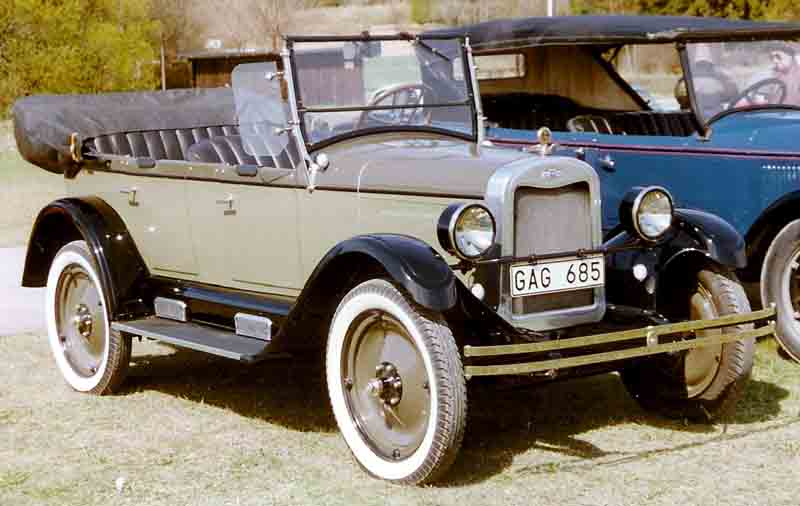
Chevrolet de 1926

El automovilismo es un caso concreto de los dos apartados anteriores pero, sin duda, fue el ámbito dónde la revolución incidió más directamente al haberse producido está dentro del ámbito automovilístico.
La pregunta es esta: ¿es mejor supeditar lo artístico a la utilidad, o bien la utilidad a la belleza? ¿Cuál sería, por ejemplo, la función de una tetera cuya boca, a causa de una intervención artística no permitiese verter el té? ¿O la de una pala cuyo mango ricamente adornado hiriese la mano de quien la usara? Un automóvil es un producto moderno y no debe construirse para representar algo, sino para poder prestar el servicio al que está destinado.
Si el plan constructivo de un objeto está bien estudiado, los cambios serían muy escasos y se llevarían a cabo sólo en las gruesas secciones de las juntas; en el proceso de producción, por el contrario, los cambios serían bastante frecuentes y completamente espontáneos. Es mi orgullo que cada pieza, cada artículo que produzco esté bien elaborado y sea robusto, y que nadie se vea obligado a cambiarlo. Un buen automóvil debería durar tanto como un buen reloj.

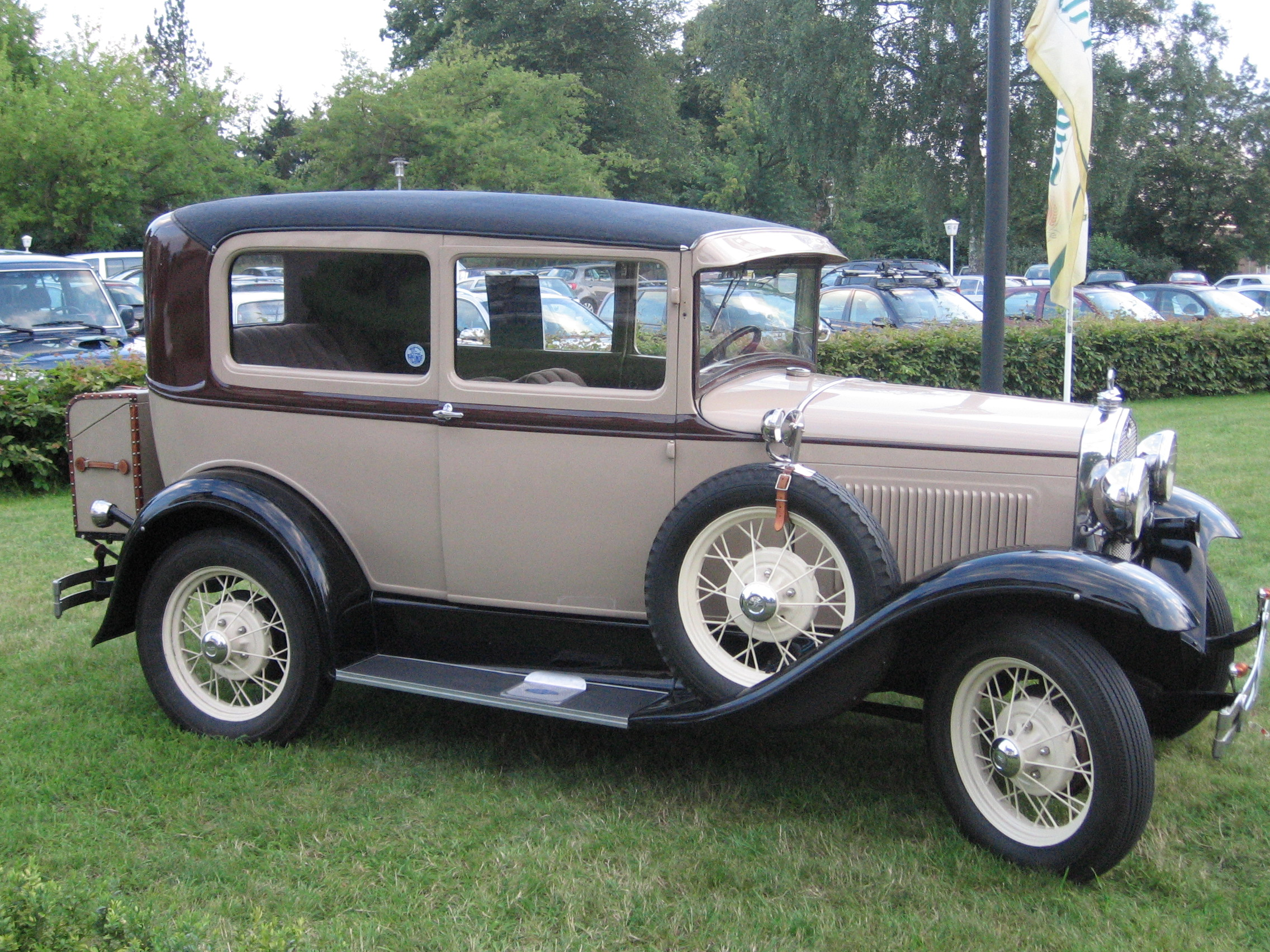
Ford modelo A de 1930

Ford tenía claras sus ideas y las imprimió en su modelo durante la revolución. Su modelo T estaba fabricado con materiales resistentes, ligeros y baratos (nuevas joyas llegadas de la segunda revolución industrial como los aceros de vanadio) a la vez que presentaba un diseño sin ornamentación y puramente funcional. Un motor robusto, de 3 velocidades y 4 cilindros en bloque que permitía unas velocidades puntas entre 64 y 72 km/h en llano con un consumo de unos 11-19 litros cada 100 km que propulsaba el coche a través de la tracción posterior acababa de atar el Ford T con las ideas de Henry Ford. Este coche estaba pensado y creado para durar, el sistema que Ford había creado, su revolución, permitió catapultar el éxito del coche y mantenerlo a la cabeza de las ventas mundiales y mantenerse en esa situación. Ford había creado, pues, un imperio.
El único competidor que se acercaba mínimamente a Ford era General Motors desde Europa. Las ventas anuales de su modelo Chevrolet, no obstante, tan solo suponían un tercio de las ventas mundiales del Ford T. Todos los productores de la época, visto el éxito de Ford, querían seguir sus pasos y se limitaron, sencillamente, a copiarlo.
No fue hasta el año 1923, cuando Alfred P Sloan entró a presidir General Motors y decidió que siguiéndole, a Ford nunca se le podría superar,[cita requerida] así que optó por realizar un diseño diferente y con más variedad de colores para el Chevrolet de 1926. Ese coche rompía con el panorama monocromático y monotemático de la época y este cambio, esta modernización, fue bien recibida por el mercado de compradores y ese mismo año las ventas del Chevrolet superaron al Ford T. En ese mismo momento Ford comprendió el trasfondo del mensaje. Su concepción, sus ideales, fallaban en un punto. El Ford T no había experimentado ningún tipo de modificación desde que se empezara a producir en 1908 hasta ese momento, y el resto de productores habían hecho lo mismo que él. Quizás su coche estaba pensado, diseñado y concebido para durar muchos años, más de los que duró quizás, pero Ford no contó con la evolución de las técnicas y los gustos artísticos y, por lo tanto, los gustos de la gente. La conocida "atracción por la novedad" que rompía el mercado monocromático desmontó las teorías de Ford, quién en 1927 cesó la producción del Ford T tras 15.007.033 unidades vendidas tras 19 años de fabricación. El año siguiente Ford lanzó al mercado el Ford A, ya de acuerdo con este reorientación de producción, esa renovación, que Ford entendió que era necesaria y el resto de empresas del mundo también entendieron.
De este modo, con la lección que el automovilismo aprendió una vez el imperio de Ford perdió su esplendor, Ford acabó de añadir un capítulo final a su revolución con el "declive" de su imperio (que no de su empresa). 
Con el abaratamiento de costes, la alta producción y el pertinente ensanchamiento del mercado el automóvil pasó de ser un objeto de lujo para unos pocos a ser una herramienta de trabajo para muchas personas del nuevo mercado. El automóvil entraba entonces en un sector de la población, las clases medias, enormemente más amplio que el anterior, de modo que ofrecía nuevas posibilidades a todos aquellos fabricantes que querían satisfacer a ese nuevo y amplio mercado de clientes en potencia. El hecho de abastecer a ese nuevo mercado pasaba por la necesidad de crear automóviles especialmente destinados para la población de clase media, es decir, crear un concepto de automóvil para el pueblo (lo que en alemán podría traducirse por volks wagen). Precisamente, después del éxito de ventas del Ford T, también concebido como un coche para las masas, este concepto se amplió gracias a la aparición de Volkswagen. Adolf Hitler, después de entrar en el poder de la Alemania de los años 30, ordenó a Ferdinand Porsche el diseño de un automóvil "para la clase obrera, capaz de transportar a 2 adultos y 3 niños a 100 Km/h y a un precio no superior a los 990 Reichsmarks", y del diseño de Porsche surgió el Volkswagen Beetle el año 1938. El 17 de febrero de 1972 la producción del Beetle logró superar a la cifra de ventas del Ford T y el 23 de mayo de 1992 esta cifra ya superaba los 21 millones de ejemplares vendidos.
Posteriormente, y sobre la base de estos hechos, la producción de automóviles empezó un proceso de estratificación y diferenciación. Gracias a la aparición (y éxito) del automóvil del pueblo, posteriormente de crearon automóviles con propósitos especiales; de lujo, de montaña, de transporte, de competición, militares, industriales, etc.

## Efectos en las tecnologías de fabricación
Cuando cambió la concepción de fabricación, directamente también cambiaron los métodos utilizados para la producción de piezas. En la mayoría de las industrias, la división del trabajo en áreas delimitadas comportó que las máquinas fueran más estáticas y, por tanto, se facilitó la instalación de máquinas fijas en distintos puntos de la cadena de montaje que, con la aparición del control numérico por la década de los 40-50, fueron ganando automatización a la vez que precisión y posibilidades de uso y procedimientos.
El desarrollo de la nueva maquinaria también se vio favorecido por la extensión del uso de la energía eléctrica durante el período de la segunda revolución industrial. Este hecho permitió crear nuevas máquinas y mejorar las ya existentes, como es el caso de las soldaduras por arco eléctrico que ampliaron la aplicación de esta técnica gracias a la facilidad de uso que presentaba. Otro caso curioso es el de la llave mecánica ajustable (más conocida como llave inglesa). La ampliación del mercado del automóvil y el hecho que este llegara a más población incrementó, lógicamente, el número de automóviles existentes. Los fabricantes, para evitar dificultades o complicaciones excesivas en las reparaciones, usaban el mismo tipo de roscas y tornillos en los automóviles, de modo que facilitaban el trabajo a los mecánicos, que no tenían que realizar tantos cambios de llaves. Los fabricantes ingleses, lejos de regirse por normas de convenio, utilizaban su propio tipo de tornillos y roscas a la vez que usaban tipos diferentes a veces en un mismo automóvil de manera que complicaban más la tarea a los mecánicos. Fue un mecánico sueco, Johan Petter Johansson, quién introdujo el mecanismo de un husillo sin fin a la llave convencional permitiendo a uno de sus dientes desplazarse de manera que se podía ajustar a cualquier tamaño de tornillo. Dado que el invento se desarrolló pensado para los coches ingleses, se popularizó el nombre de llave "inglesa" a pesar de ser un invento sueco.
Puede que, de todos modos, el efecto más notable que tuvo la revolución dentro del ámbito fue la aparición de las tolerancias en la fabricación de piezas, algo totalmente lógico y directamente consecuente con las bases y principios de la cadena de montaje y de la fabricación en serie. En la fabricación tradicional, pre-fordiana, las piezas se fabricaban individual y particularmente para el bloque concreto en que se estaba trabajando, pudiéndose incluso fabricar sobre el mismo bloque. Pero con los nuevos conceptos, si se pretendía montar piezas previamente fabricadas sobre un bloque cualquiera, todo el cómputo de piezas que conformaban el producto tenían que haber sido fabricadas en función de una serie de cotas indicadoras y estas tenían que estar en concordancia con el resto de piezas. Es en ese momento y ante la imposibilidad física de conseguir dimensiones exactas ni de fabricar dos piezas exactamente iguales, por motivos evidentes. Entonces, para poder garantizar el montaje, cada cota debía ir asociada a un pequeño margen que comprendiera estas pequeñas variaciones de las cotas y dentro del cual el valor de esa cota podía asimilarse al ideal y garantizaba el montaje de la pieza, llamados intervalos de tolerancia. Con tal de poder medir estas imperfecciones y validar el rango admisible eran necesarios instrumentos de medida más precisos y nuevas técnicas de medida, cosa que acabaría desembocando en la metrología industrial moderna.

## Efectos sociales
En el caso particular de Ford (que se puede extrapolar a otras empresas en el sentido general del proceso), el aumento de efectividad de la fábrica supuso beneficios iniciales que Ford, un poco más adelante, decidió "invertir" para mejorar y acabó engrandeciendo su obra. Ford redujo la jornada laboral de sus trabajadores a 8 horas diarias a la vez que subía su sueldo hasta los 5 dólares por día. Con esta notoria mejora en las condiciones laborales la oferta de trabajo en su fábrica era realmente tentadora y no tuvo problemas para llenar el tercer turno de trabajo, con todo lo que esto último comportó. A su vez, el Ford T mantenía una progresión descendiente de su precio, de manera que cada vez era más accesible para más gente.
El aumento de sueldo junto con la reducción de la jornada laboral de los trabajadores de Ford mejoraba sus condiciones de vida, de manera que intentaban "subir de categoría" social (en una sociedad tan clasista como la de esa época) y comprarse un coche era una excelente manera de hacerlo. Finalmente, la unión del aumento de las condiciones de vida de los trabajadores de Ford junto con el precio descendiente del Ford T acabó comportando que los mismos trabajadores de Ford se convertían en clientes. De esta manera, con mejores condiciones vitales, los trabajadores de la fábrica estaban más motivados y aumentaban su rendimiento. Muchas otras empresas copiaron a Ford incluso en este sentido.
Durante aquella época, seguramente a raíz de estos hechos, surgieron los primeros grupos pro-sindicalistas y en defensa de los derechos de los trabajadores que hicieron que el número de empresas que seguían el modelo social de Ford cada vez fuesen más.
Los efectos sociales van aún más de Estados Unidos ya que la acelerada producción de coches a bajo precio desencadenó el requerimiento de materiales como las llantas que se realizaban bajo el método de la vulcanización que llevó a la explotación de la selva amazónica con el denominado suceso histórico la fiebre del caucho que desencadenó numerosos conflictos y violaciones de derechos humanos a los indígenas que habitaban esos territorios autónomos y que no les importó nada a los estadounidenses ya que el gobierno de ese momento apoyaba las prácticas extractivistas salvajes de Estados Unidos.
El equipo de la NBA, los Detroit Pistons, deben su nombre, en parte, a Ford. El propietario de la franquicia entonces conocida como "Fort Wayne Zollner Pistons", Fred Zollner, tenía también una fundición donde producía pistones para coches y camiones (de aquí el nombre de su equipo). Cuando el equipo empezó a tener éxito, la ciudad de Fort Wayne les quedó pequeña y Zollner decidió vender la franquicia a la ciudad de Detroit ya que allí, gracias a Ford, la industria automovilística era su símbolo de identidad y el equipo podría mantener el nombre de "Pistons".

## Fordismo en la literatura
Aldous Huxley, en su obra Un mundo feliz, satiriza al fordismo al referirse a la producción de niños mediante la fecundación in vitro y la clonación en una especie de cadena de montaje que incluía la instrucción de los seres humanos desde su principio embrionario. Se toma la primera fecha de fabricación (el año 1908) como el inicio de la era "fordíana". Esto no es ni mucho menos una coincidencia ya que la producción en cadena del Ford T es muy similar a la manera en que se producen seres humanos en la novela. En esta obra de ficción, la cual transcurre en "el siglo VII d.F. (después de Ford)" los personajes reconocen a Henry Ford como el referente espiritual supremo. La obra está repleta de frases en donde la palabra "Ford" reemplaza a lo que en vida real se utiliza como Dios.
La película de Charles Chaplin "Tiempos modernos" de 1936, ridiculiza el concepto del fordismo haciendo que su personaje trabaje en apretar una tuerca, sin embargo, su trabajo está tan especializado que solo le da una parte del giro de la tuerca debiendo los demás obreros terminar de apretarlo. Esta alienante forma de trabajar lleva al personaje a problemas físicos y la locura.
El keynesianismo dirigió al fordismo hacia acuerdos sociales que permitieran un mayor nivel en la calidad de vida en la población históricamente diezmada y esclavizada. Para esto el Estado generó una serie de mecanismos e intervino activamente en la economía, redistribuyendo parte de las ganancias recibidas a través de los impuestos. Sin embargo, los trabajadores no agrupados siguieron estando fuertemente excluidos, sobre todo en los países subdesarrollados. En América Latina este proceso se conoció como I.S.I. (Industrialización por sustitución de importaciones) y fue el proyecto industrial que intentó el subcontinente para lograr despegar de su condición periférica. Los países que lograron desarrollar con relativo éxito este proceso fueron Argentina, Brasil, Colombia, Chile y México. Cuando el sistema económico keynesiano y el sistema productivo fordista dan cuenta de un agotamiento estructural en los años 70, las miradas en la producción industrial comienzan a girar al modelo japonés (toyotismo); modelo que permitió llevar a la industria japonesa del subdesarrollo a la categoría de potencia mundial en solo décadas. La crisis mundial del mercado del petróleo en 1973 advierte la caída del modelo de bienestar lo que se hará mundialmente efectivo ocho años después con el proyecto liberal global impulsado por Estados Unidos y Reino Unido a principios de la década de los 80.